# Daniel Díaz (football)
Pour les articles homonymes, voir Daniel Díaz et Diaz.
Daniel Alberto Díaz dit « Cata Díaz » est un footballeur international argentin né le 13 juillet 1979 à San Fernando del Valle de Catamarca. Il évoluait au poste de défenseur central. Il est connu pour sa puissante frappe de balle et peut également jouer arrière droit.

## Palmarès

### En club
- Boca Juniors
  - Vainqueur du Tournoi d'ouverture du championnat d'Argentine en 2005
  - Vainqueur du Tournoi de clôture du championnat d'Argentine en 2006
  - Vainqueur du championnat d'Argentine en 2015
  - Vainqueur de la Copa Sudamericana en 2005
  - Vainqueur de la Recopa Sudamericana en 2005
  - Vainqueur de la Copa Libertadores en 2007

- Atlético de Madrid
  - Vainqueur de la Coupe d'Espagne en 2013
  - Vainqueur de la Supercoupe de l'UEFA en 2012

### En sélection
- Argentine
  - Finaliste de la Copa América en 2007